# Diuris curvifolia
Diuris curvifolia är en orkidéart som beskrevs av John Lindley. Diuris curvifolia ingår i släktet Diuris och familjen orkidéer.
Artens utbredningsområde är Tasmanien. Inga underarter finns listade i Catalogue of Life.